# Valle Nera-Serra di Lagoforano
Valle Nera-Serra di Lagoforano este o arie protejată (arie specială de conservare — SAC, sit de importanță comunitară — SCI) din Italia întinsă pe o suprafață de 289 ha, integral pe uscat.

## Localizare
Centrul sitului Valle Nera-Serra di Lagoforano este situat la coordonatele 39°55′27″N 16°20′39″E / 39.9243°N 16.3442°E.

## Înființare
Situl Valle Nera-Serra di Lagoforano a fost declarat sit de importanță comunitară în octombrie 2013 pentru a proteja 3 specii de animale. Situl a fost protejat și ca arie specială de conservare în ianuarie 2017.

## Biodiversitate
Situată în ecoregiunea mediteraneană, aria protejată conține 6 habitate naturale: Păduri de pin oro-mediteraneene de altitudine, Păduri panonice-balcanice de stejar turcesc - stejar sesil, Pajiști uscate seminaturale și facies de acoperire cu tufișuri pe substraturi calcaroase (Festuco-Brometalia) (* situri importante pentru orhidee), Păduri de fag din Apenini cu Abies alba și păduri de fag cu Abies nebrodensis, Păduri pe pante, grohotișuri și ravene de Tilio-Acerion, Fânețe de joasă altitudine (Alopecurus pratensis, Sanguisorba officinalis).
La baza desemnării sitului se află mai multe specii protejate:
- păsări (1): vulturul pleșuv sur (Gyps fulvus)
- amfibieni (1): Bombina pachypus
- reptile (1): șarpele cu patru dungi (Elaphe quatuorlineata)

Pe lângă speciile protejate, pe teritoriul sitului au mai fost identificate 4 specii de plante, 3 specii de amfibieni, 2 specii de reptile.